# Kraftwerk Schwarze Pumpe
Unter der Bezeichnung Kraftwerk Schwarze Pumpe wird heute ein 1993 bis 1998 errichtetes und von der LEAG betriebenes Braunkohle-Großkraftwerk, bestehend aus zwei Kraftwerksblöcken mit einer Leistung von je 800 MW, verstanden. Es befindet sich auf dem Areal des Industrieparks Schwarze Pumpe. Auf diesem Gelände gab es bereits seit 1955 mehrere, heute nicht mehr existierende Kraftwerke.
Mit einem CO2-Ausstoß von 11,8 Mio. Tonnen verursachte das Kraftwerk im Jahr 2021 die achthöchsten Treibhausgasemissionen aller europäischen Kraftwerke.

## Gaskombinat Schwarze Pumpe (1955–1998)
Im Rahmen der Errichtung des VEB Gaskombinat Schwarze Pumpe wurden auf dem Gelände des heutigen Industrieparks auch drei Kraftwerke mit der Bezeichnung Kraftwerk Schwarze Pumpe West, Mitte und Ost in Betrieb genommen. Der erste Kraftwerksblock lieferte ab 1959 Elektroenergie sowie Prozessdampf. Die Blockleistungen betrugen zwischen 25 und 100 MW. Mit dem Ende des Gaskombinats wurden zwischen 1990 und 1998 auch die zugehörigen Kraftwerke stillgelegt und abgerissen.

## Kraftwerk Schwarze Pumpe (seit 1992)
Das Kohlekraftwerk Schwarze Pumpe wurde als Gemeinschaftskraftwerk von den damals noch eigenständigen Unternehmen VEAG und Energiewerke Schwarze Pumpe AG (ESPAG) geplant und gebaut. Der entsprechende Vertrag dazu wurde am 13. Februar 1992 unterzeichnet und im März desselben Jahres wurde der Planungsauftrag für einen Kraftwerksbau an Siemens erteilt.

### Wichtige Eckdaten
Nach nur 13 Monaten, am 15. März 1993 erfolgte die offizielle Eröffnung der Baustelle „Neubaukraftwerk Schwarze Pumpe“. Am 20. April 1993 wurden die erforderlichen Genehmigungen nach dem Bundes-Immissionsschutzgesetz erteilt. Die Grundsteinlegung erfolgte am 25. Oktober 1993 durch den damaligen brandenburgischen Ministerpräsidenten Manfred Stolpe. Am 25. April 1994 wurde der 100.000. Kubikmeter Beton auf der Baustelle eingebracht. Am 30. September 1994 begann mit dem Setzen der ersten Kesselstütze am Block A die Ausrüstungsmontage. Das Kesselgerüst des Block A konnte noch im selben Jahr, am 23. Dezember 1994 fertiggestellt werden. Am 1. Januar 1995 übernahm die VEAG die Anteile am Kraftwerksbau von der Lausitzer Bergbau-Verwaltungsgesellschaft mbH (LBV). Diese war aus der Verschmelzung von ESPAG und Lausitzer Braunkohle AG (LAUBAG) zur gemeinsamen LAUBAG und der anschließenden Spaltung in LAUBAG und LBV entstanden.
Während der Bauphase kam es am 25. März 1995 zu einer schweren Havarie. Von einem Montagekran lösten sich in 160 m Höhe sechs Gegengewichte und stürzten in die Tiefe. Bei diesem Zwischenfall entstanden Schäden sowohl am Kesselgerüst des Block A als auch an der Bodenplatte.
Am 29. August 1995 wurde Richtfest für die Kühltürme des Block A und B gefeiert. Am 28. Juni 1996 erfolgte bereits die Druckprobe am Dampferzeuger Block A, wobei eine von 60.000 Schweißnähten zu beanstanden war. Am 23. September 1996 wurde der 420 Tonnen schwere Generatorständer des Block montiert. Die Druckprobe am Dampferzeuger Block B am 14. Dezember 1996 erfolgte ohne Beanstandungen. Am 16. April 1997 wurde der erste Kohlewaggon mit Rohbraunkohle aus dem Tagebau Welzow-Süd entladen. Am 19. April 1997 erfolgte am Dampferzeuger Block A das erste Zünden mit Ölfeuer, am 3. Mai das erstmalige Kohlefeuer bis hin zum 23. Mai, als um 20:01 Uhr die erste Netzschaltung des Block A durchgeführt wurde.
Am 1. Oktober 1997 übernahm das Neubaukraftwerk Schwarze Pumpe offiziell die Fernwärmeversorgung für die Stadt Spremberg; ab 14. Oktober 1997 erfolgte auch die Versorgung der Stadt Hoyerswerda mit Fernwärme. Im Jahr 2020 waren es noch ca. 60 % der Einwohner von Hoyerswerda, die mit Fernwärme versorgt wurden. Ebenfalls am 1. Oktober 1997 erfolgte die erste Gipslieferung an die in unmittelbarer Nähe errichtete Gipsfabrik der Firma Knauf Gips.
Am 29. November 1997 um 17:07 Uhr erfolgte dann auch am Block B die erste Netzschaltung. Der Block nahm am 15. Dezember 1997 seinen Dauerbetrieb auf. Am 15. Januar 1998 erreichte der Block B erstmals eine Leistung von 800 Megawatt und am 20. Januar 1998 das Neubaukraftwerk Schwarze Pumpe erstmals seine projektierte Leistung von 1600 Megawatt.
Am 3. Juni 1998 fand die offizielle Inbetriebnahme des Neubaukraftwerkes Schwarze Pumpe statt. Zu den Gästen gehörten der damalige Bundeskanzler Helmut Kohl sowie der damalige brandenburgische Ministerpräsident Manfred Stolpe.
Am 25. August 1998 wurde das Neubaukraftwerk Schwarze Pumpe durch den Vorstand der VEAG an die Geschäftsleitung des Kraftwerkes Schwarze Pumpe übergeben. Erster Kraftwerksleiter war Dietrich Kirmse.
Geplant und gebaut wurde eine 2 × 800-Megawatt-Doppelblockanlage für den Grundlastbetrieb auf Basis von Rohbraunkohle.
Die benötigte Rohbraunkohle wird aus dem benachbarten Tagebau Welzow-Süd bezogen.
Neben der Erzeugung von Elektroenergie gehört die Bereitstellung von Prozessdampf für Unternehmen im nahe gelegenen Industriepark Schwarze Pumpe sowie die Versorgung des Ortes Schwarze Pumpe und der Städte Spremberg und Hoyerswerda mit Fernwärme zu dessen wichtigsten Aufgaben. Das Kraftwerk Schwarze Pumpe gehört mit seinen etwa 290 Arbeitnehmern (Stand 31. Dezember 2016) zu einem der größten Arbeitgeber der Region.
Am 18. April 2016 wurde bekannt, dass Vattenfall seine gesamte Braunkohlensparte in der Lausitz an den tschechischen Konzern Energetický a Průmyslový Holding (EPH) verkauft. Am 30. September 2016 wurde EPH neuer Eigentümer des Kraftwerks Schwarze Pumpe. EPH und ihr Finanzpartner PPF übernahmen die gesamte Braunkohlensparte (Kraftwerke und Tagebaue) von Vattenfall und führen sie unter dem Dachnamen LEAG weiter. Betreiber des Kraftwerks Schwarze Pumpe ist die „Lausitz Energie Kraftwerke AG“ (LEAG).
Das Kraftwerk Schwarze Pumpe ist seit seiner Inbetriebnahme auch ein wichtiger Besuchermagnet im Lausitzer Kohlerevier. Am 24. Mai 2023 konnte man den 400.000sten Besucher begrüßen.

### Technische Daten
Brennstoff
- Rohbraunkohle
- Brennstoffverbrauch: 36.000 t/Tag
- Bruttoleistung: 1600 MW (2 × 800 MW)
- Wirkungsgrad: > 40 %

Dampferzeuger
- Hersteller: Alstom
- Bauart: Zwangdurchlaufkessel
- Dampfleistung je Kessel: 2420 t/h
- Frischdampfdruck: 268 bar

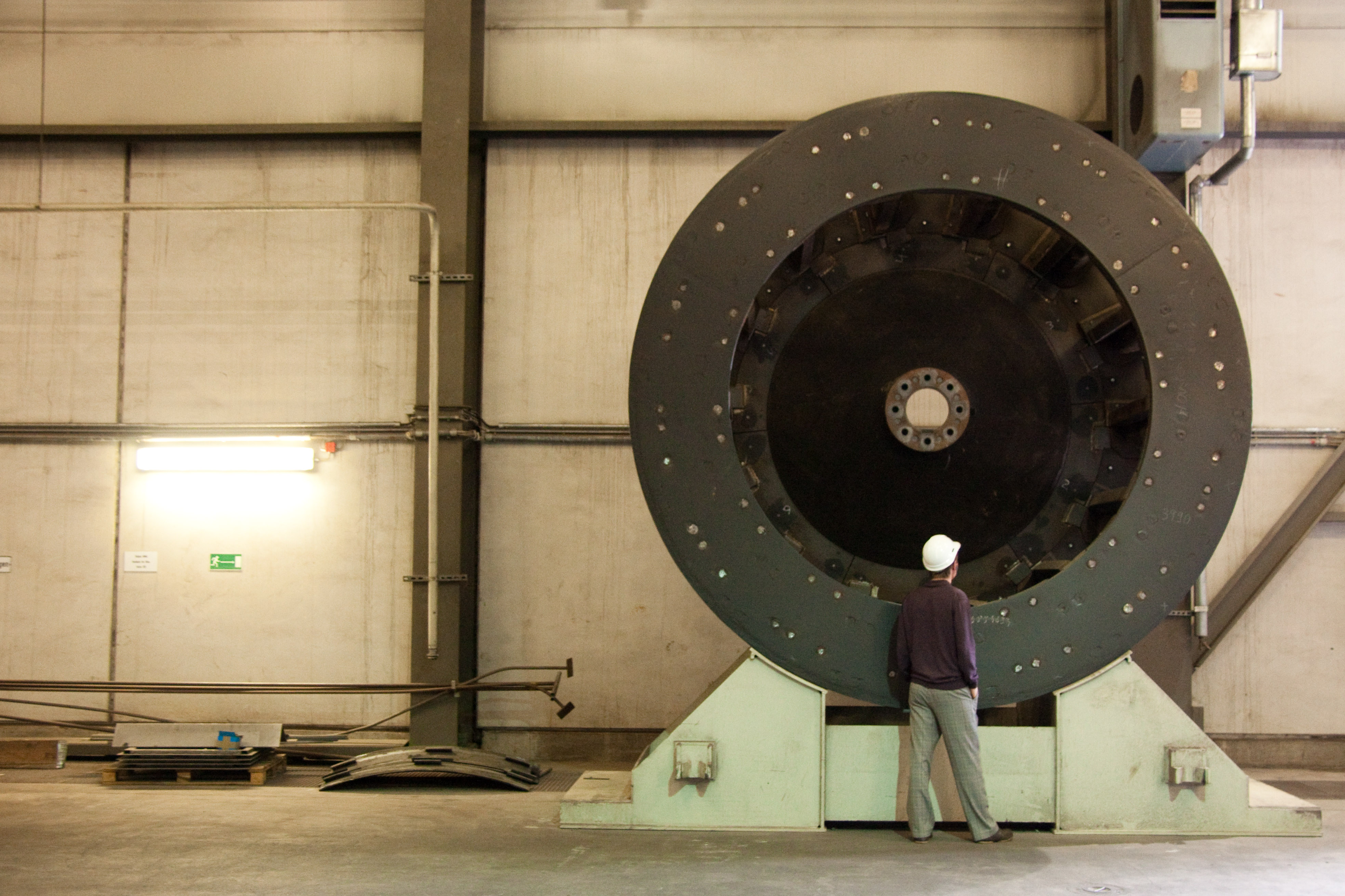
Schlagrad einer Kohlemühle

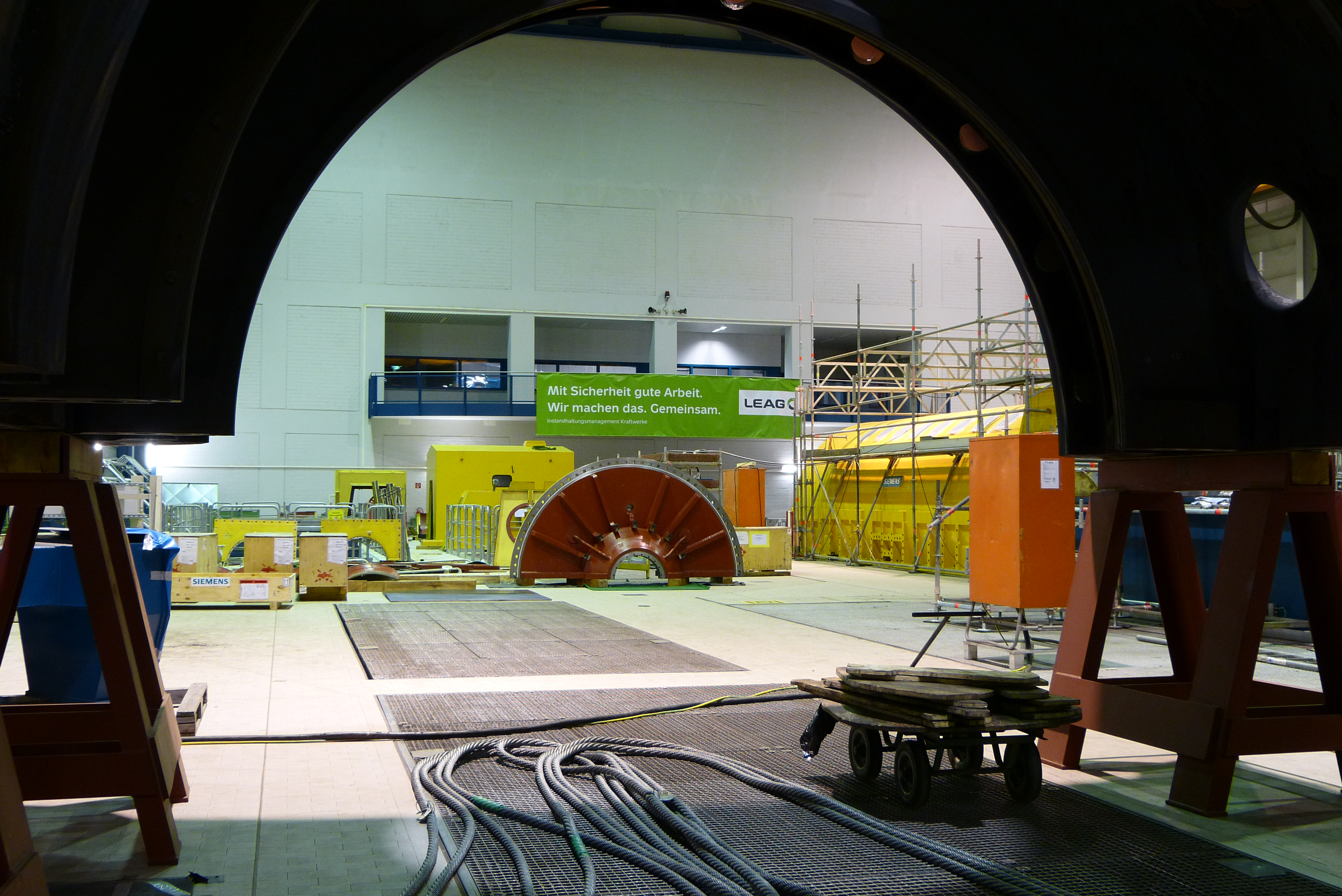
Revision im KW Schwarze Pumpe

- Frischdampftemperatur: 547 °C
- Zwischendampfdruck: 55 bar
- Zwischendampftemperatur: 565 °C
- Brennstoffmenge je Dampferzeuger: ca. 785 t/h
- Brennstoff für Zünd- und Stützfeuer: Heizöl EL
- 8 Kohlemühlen je Dampferzeuger

Turbine

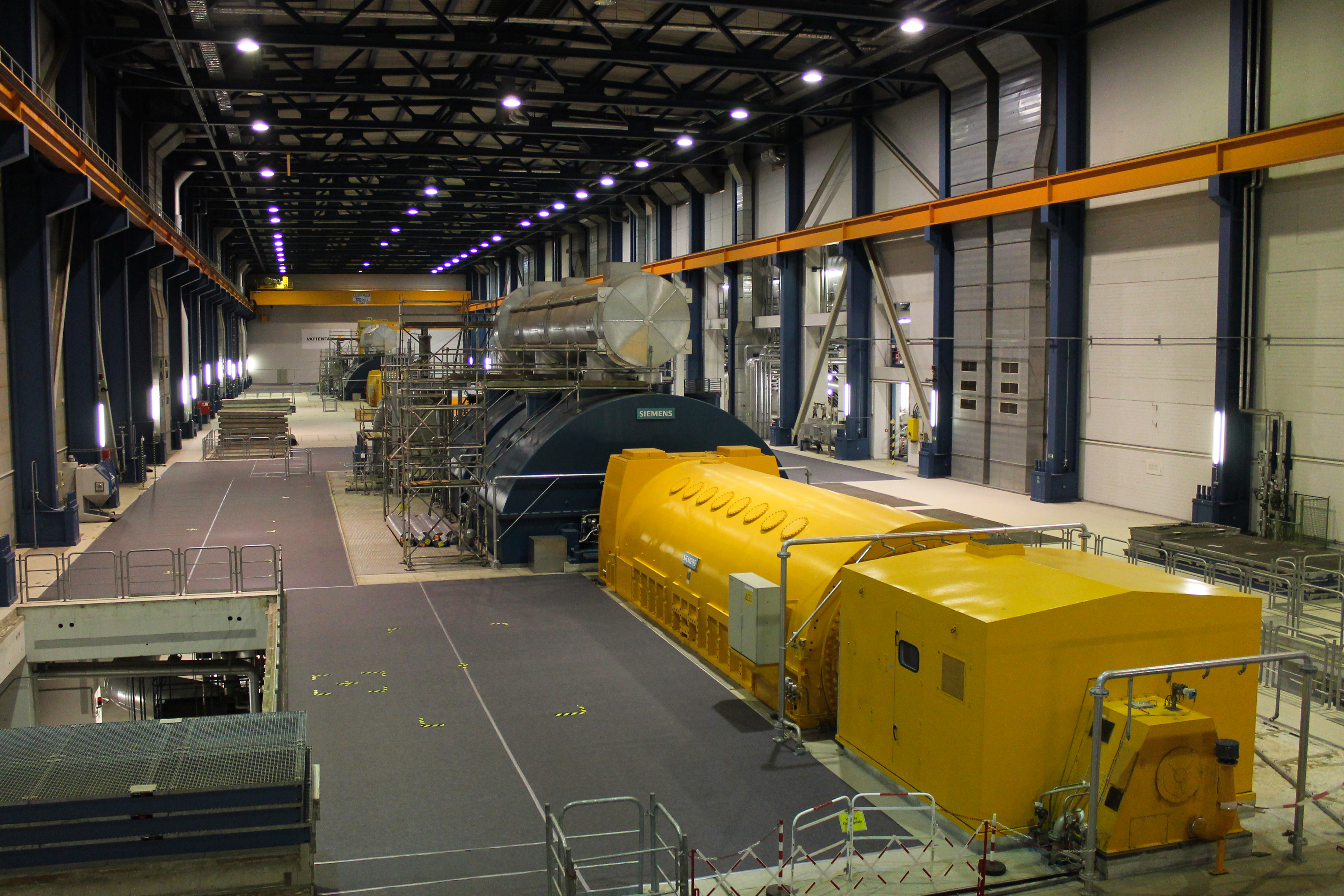
Turbinensaal im KW Schwarze Pumpe

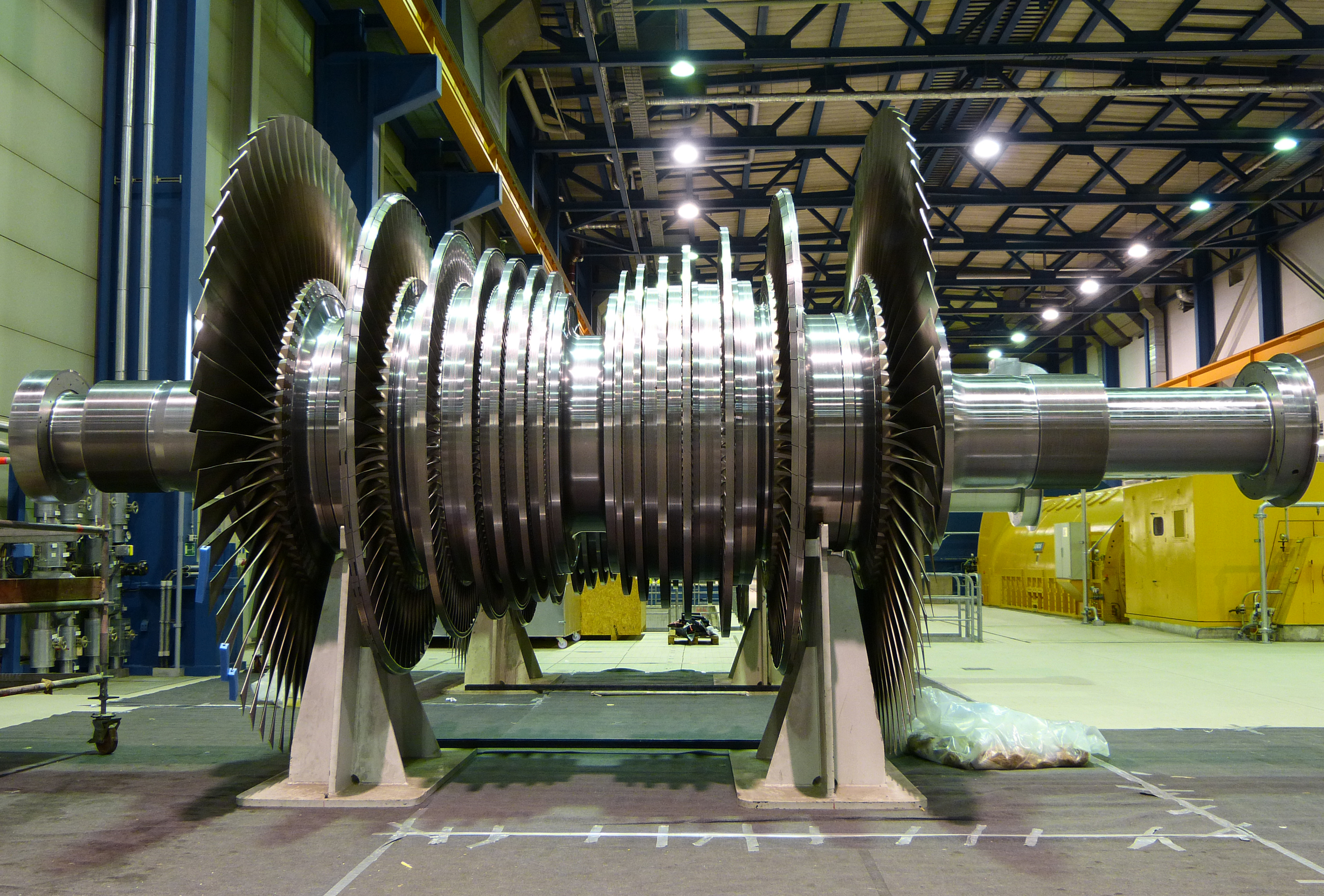
ND Läufer

- Hersteller: Siemens Power Generation
- Bauart: viergehäusige Entnahmekondensationsturbine
- Nenndrehzahl: 3000/min

Generator
- Hersteller: Siemens
- Nennspannung: 27 kV
- Scheinleistung 1000 MVA

Kühlturm
- pro Block 1 Naturzugnasskühlturm
- Wasserdurchsatz je Kühlturm: 65.600 m³/h

Rauchgasreinigung
- Entstaubung: Elektrofilter
- Entstickung: gestufte Luftfahrweise
- Entschwefelung: Kalksteinnasswäsche (Absorber)

Hilfsdampferzeuger
- Hersteller: BABCOCK
- Anzahl: 2
- Brennstoff: Heizöl EL
- Dampfleistung je Kessel: 100 t/h
- Dampfparameter: 17 bar / 350 °C

Flexibilität
Infolge des immer weiteren Ausbaus der erneuerbaren Energien sind auch im Kraftwerk Schwarze Pumpe seit dem Jahr 2015 vermehrt Anstrengungen unternommen worden, die technische Mindestlast der beiden Kraftwerksblöcke weiter zu verringern. Hauptziel ist dabei, noch flexibler auf die Anforderungen der schwankenden Einspeisung von Wind- und Solarenergie zu reagieren.
Die beim Bau des Kraftwerkes planmäßige Mindestleistung von 400 Megawatt (Brutto) je Block war in einem ersten Schritt auf 350 Megawatt (Brutto) abgesenkt worden. Seit dem Jahr 2016 ist es – nach umfangreichen Anpassungen der Block- und Regelstruktur – möglich, die technische Mindestlast jedes Blockes bis auf 195 Megawatt (brutto) abzusenken und in diesem Zustand für maximal 10 Stunden zu verharren. Ein weiterer Aufruf zu dieser Fahrweise kann dann erst wieder nach minimal 24 Stunden erfolgen. Um die Versorgung der angeschlossenen Vertragspartner mit Fernwärme und Prozessdampf sicher gewährleisten zu können, kann jeweils nur einer der beiden Blöcke die 195 Megawatt (brutto) Mindestleistung anfahren.
Als weiterer möglicher „Lastpunkt“ ist auch das gezielte Anfahren in den Inselbetrieb möglich, in dem dann für maximal 6 Stunden verharrt werden kann.

### Mitverbrennung
Nach Inbetriebnahme der Kraftwerksblöcke A und B  wurde laut erteilter Genehmigung nach dem Bundes-Immissionsschutz Gesetz (BImSchG) aus dem Jahr 1998, südlich des Kraftwerks, ein zusätzliches Modul errichtet, über welches es möglich war, Ersatz- und Mischbrennstoffe dem Rohbraunkohlestrom zum Kraftwerk zuzumischen. Als Ersatz- oder Sekundärbrennstoffe sind dabei Trockenstabilat und Faserstoffe und als Mischbrennstoff organische Abfälle wie z. B. gemischte Teere, Holzhackschnitzel (Altholz), Rohbraunkohle Mischprodukte und Kohleabrieb zu verstehen. Die erste Anlieferung von Mischbrennstoff erfolgte im Dezember 2002. Die Anlieferung erfolgte auf dem Straßenweg mit Walking Floor Fahrzeugen. Da die vorhandenen Kapazitäten den gestiegenen Bedarf an Mitverbrennung nicht mehr gerecht wurden und die eingesetzte Technik im Modul 1 den Erfordernissen nicht immer entsprach, ließ die Vattenfall Europe Generation AG im Jahr 2011 ein zweites, größeres Modul errichten, welches das erste Modul ersetzte. Das erste Modul wird seitdem als Zwischenlager genutzt.
Erste Ersatz- und Mischbrennstoffe wurden dabei aus regionalen Sanierungsprojekten gewonnen, die zu großen Teilen aus DDR-Altlasten stammten. So wurden z. B. Teerteiche aus Zerre und Terpe im Kraftwerk Schwarze Pumpe einer umwelt- und fachgerechten Entsorgung zugeführt. Mit dem Rückgang von regionalen Produkten werden nun auch Mischbrennstoffe aus dem europäischen Ausland mitverbrannt. Dies geschieht auf der Grundlage der Europäischen Abfallverbringungsordnung und unter Einhaltung aller auch vorher geltenden Vorgaben des BImSchG.
Im Zuge von Umstrukturierungen erfolgte am 1. März 2013 der Betriebsübergang der Mischbrennstoffanlage von der Vattenfall Europe Generation AG an die Mitteldeutsche Umwelt- und Entsorgungs GmbH.

#### Bedingungen
Auf Grundlage des Bundes-Immissionsschutzgesetzes ist das Zumischen von Mischbrennstoffen nur statthaft, wenn bei den Verbrennungsgasen, die bei der Abfallmitverbrennung entstehen, eine Mindesttemperatur von 850 Grad Celsius eingehalten wird. Um diesen Anforderungen gerecht zu werden, gelten im Kraftwerk Schwarze Pumpe folgende Vorgaben:
- Zwei-Block-Betrieb: Freigabe Zumischung Mischbrennstoff, bis einer der beiden Kraftwerksblöcke die Feuerleistung von 60 % unterschreitet
- Ein-Block-Betrieb: Freigabe Zumischung Mischbrennstoff, bis die Feuerleistung unter 60 % liegt

(Bei einer Feuerleistung von mehr als 60 % wird die geforderte Mindesttemperatur von 850 °C sicher eingehalten)

#### Entladung
Die Misch- oder Sekundärbrennstoffe werden per LKW südlich des Kraftwerks im Bereich der Rohkohlebunker angeliefert. Jede angelieferte Charge wird beprobt und darf erst anschließend entladen werden. Die Entladung erfolgt dabei über Fahrzeuge mit integrierten Schubböden sowie Kippmulden. Während des Entladevorgangs befinden sich die Fahrzeuge in einer geschlossenen Halle, wobei schon hier austretende Abluft angesaugt und über Rohrleitungen den Dampferzeugern zugeleitet wird.

#### Aufbereitung
Sämtliche angelieferten Mitverbrennungsprodukte werden per Metallsuchgerät kontrolliert, notfalls zusätzlich vermischt und dann auf eine maximale Korngröße von 40 mm zerkleinert. Es können so Fremdstoffe sicher aus dem Kohlestrom ausgehalten und eine möglichst gleichmäßige Energiezufuhr der Mitverbrennungsprodukte gewährleistet werden.

#### Zumischung zur Rohbraunkohle
Die zerkleinerten Mitverbrennungsprodukte werden mittels Schneckenförderer der schon aufbereiteten Rohbraunkohle zugemischt. Dies geschieht direkt auf den Transportbändern zu den Tagesbunkern. Die Rohbraunkohle wird vor der Zugabe der Mitverbrennungsprodukte durch eine Art Pflug, welcher in den Kohlestrom hineinragt, geteilt. Gleichzeitig erfolgt die Zugabe des Mitverbrennungsproduktes in den Kohlestrom, wobei unmittelbar danach dieser wieder mit Rohbraunkohle überdeckt wird. Dies bietet die Vorteile, dass schon eine gewisse Vormischung der Produkte erfolgt und – wichtiger – dass es zu keinem Austritt von eventuell umweltgefährdenden Gasen kommen kann. Um auch hier eine ständige Überwachung zu gewährleisten, ist die gesamte Bekohlungsstrecke mit entsprechenden Gasmeldern ausgestattet. Als erlaubte Obergrenze der Zumischung gelten 85 t/h Mischprodukte bzw. max. 5 % des jeweiligen Kohlestroms.
Das Kraftwerk Schwarze Pumpe meldete folgende Mengen der Abfallverwertung
| Abfallklassifizierung                                                    | Abfälle 2007 | Abfälle 2008 | Abfälle 2009 | Abfälle 2010 | Abfälle 2011 | Abfälle 2012 | Abfälle 2013 | Abfälle 2014 | Abfälle 2015 | Abfälle 2016 | Abfälle 2017 | Abfälle 2018 | Abfälle 2019 |
| ------------------------------------------------------------------------ | ------------ | ------------ | ------------ | ------------ | ------------ | ------------ | ------------ | ------------ | ------------ | ------------ | ------------ | ------------ | ------------ |
| gefährlicher Abfall zur Verwertung                                       | 30           | 22           | 25           | 28           | 42           | 18           | 72           | 69           | 35           | 64           | 45           | 13           | 13 4         |
| gefährlicher Abfall zur Beseitigung                                      | 69           | 117          | 335          | 116          | 105          | 127          | 55           | 71           | 134          | 68           | 92           | 58           | 57 5         |
| nicht gefährlicher Abfall zur Verwertung (Asche aus Verbrennung von RBK) | 659.000      | 774.000      | 691.000      | 657.000      | 727.000      | 753.000      | 769.000      | 824.000      | 905.000      | 883.000      | 759.000      | 865.000      | 865.000      |

## Emissionen

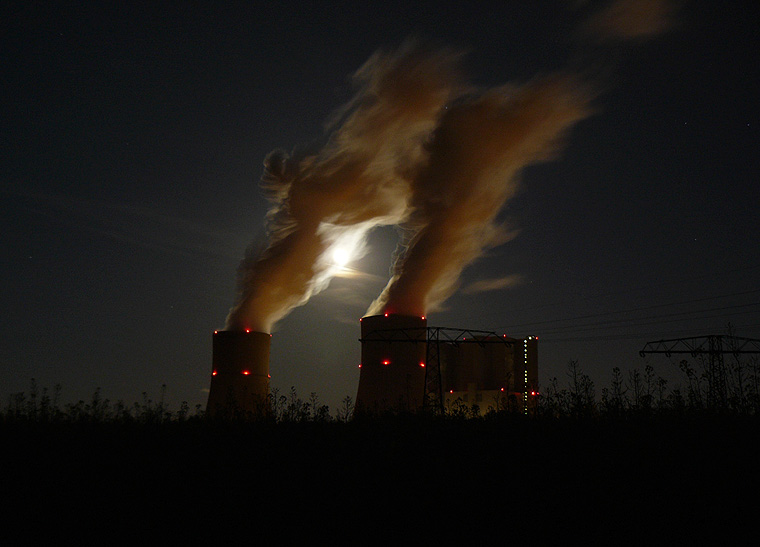
KW Schwarze Pumpe bei Nacht

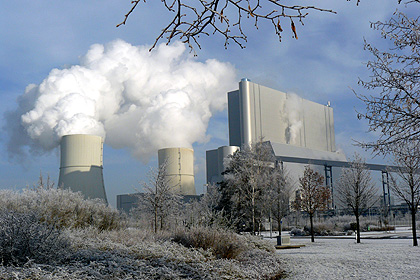
KW Schwarze Pumpe im Winter

Für den Betrieb des Kraftwerks Schwarze Pumpe gelten die Anforderungen der Verordnung über Großfeuerungs-, Gasturbinen- und Verbrennungsmotoranlagen und Verordnung über die Verbrennung und die Mitverbrennung von Abfällen. Als Emission gelten die beim Betrieb der Anlage ausgehenden Luftverunreinigungen. Alle Anforderungen zur Überwachung von Emissionen sind gesetzlich nach 13. BimSchV und 17. BimSchV geregelt und werden ständig überwacht.
Das installierte Emissionsüberwachungssystem, welches für beide Kraftwerksblöcke separat vorhanden ist, dient der Kontrolle der gas- und staubförmigen Emissionen während des Betriebes. Dabei werden die Konzentrationen von Staub, Schwefeldioxid, Stickstoffoxide und Kohlenmonoxid erfasst und protokolliert. Zusätzlich wird der Schwefelaushaltungsgrad (SAG), welcher das Verhältnis des in der Rauchgasentschwefelungsanlage abgeschiedenen Schwefelgehalts zum Rohschwefelgehalt abbildet, erfasst und protokolliert. Als zusätzliche Bezugsgröße werden außerdem die Betriebsparameter Frischdampfmenge, Abgastemperatur sowie Sauerstoffgehalt im Abgas erfasst.
Um den optimalen Betrieb der Anlage, auch in Bezug zu den auftretenden Emissionen, beurteilen zu können, kann das Bedienpersonal jederzeit nahende Überschreitungen auf OM-Bildern (Operation and Monitoring) erkennen und entsprechend reagieren. Als Hilfe dafür gelten angezeigte Mittelwerte und Trends. Für jede erfasste Emission gibt es dafür den aktuellen Momentanwert, Halbstundenmittelwert, einen Halbstundentrend einen Tagesmittelwert und einen Tagesmittelwerttrend. Der Halbstundenmittelwert ist dabei der Emissionsmittelwert zu jeder vollen und halben Stunde und wird aus gemessenen Minutenwerten gebildet. Der Tagesmittelwert wird dann wiederum aus allen klassierten Halbstundenwerten gebildet. Um einen Tagesmittelwert bilden zu können, müssen mindestens zwölf Halbstundenwerte verfügbar sein.
Die Emissionsgrenzwerte gelten als eingehalten, wenn alle Tagesmittelwerte kleiner als der Tagesgrenzwert und alle Halbstundenwerte kleiner als der Halbstundengrenzwert waren.
Für den An- und Abfahrbetrieb der Dampferzeuger gelten gesonderte Bestimmungen.
Für den Betrieb der Hauptdampferzeuger gelten seit dem 1. September 2021 folgende Grenzwerte:
| Komponente                  | Einheit | Tagesmittelwert (TMW) | Halbstundenmittelwert (HStMW) | Jahresmittelwert (JMW) |
| --------------------------- | ------- | --------------------- | ----------------------------- | ---------------------- |
| Staub a                     | mg/Nm³  | 10                    | 20                            | 8                      |
| Schwefeldioxid a            | mg/Nm³  | 360                   | 720                           | 304                    |
| Stickstoffoxide a           | mg/Nm³  | 200                   | 400                           | 178                    |
| Kohlenmonoxid a             | mg/Nm³  | 192                   | 384                           | -                      |
| Quecksilber a               | mg/Nm³  | 0,02                  | 0,04                          | 0,007                  |
| Schwefelabscheidegrad (SAG) | %       | 96                    | -                             | -                      |
| Entschweflungsgrad (ESG)    | %       | -                     | -                             | 97                     |

Für den überwachungspflichtigen Beginn bzw. Ende der Überwachung der Emissionsgrenzwerte (EGW) wird die jeweilige Frischdampfmenge des Dampferzeugers verwendet.
- Anfahrbetrieb Dampferzeuger FD-Menge > 850 t/h

Bei Frischdampfmengen zwischen 150 t/h und 850 t/h werden die Emissionsdaten ebenfalls erfasst und als Emissions-Sonderklasse gespeichert
- Abfahrbetrieb Dampferzeuger FD-Menge < 750 t/h

Bei Frischdampfmengen zwischen 750 t/h und 150 t/h werden die Emissionsdaten ebenfalls erfasst und als Emissions-Sonderklasse gespeichert
Der Kraftwerksbetreiber ist verpflichtet, bei Ausfällen der Emissionsmesstechnik, Überschreitungen von Grenzwerten oder sonstigen Unregelmäßigkeiten unverzüglich die entsprechenden Behörden zu informieren.
Dazu zählen:
- Überschreitung mindestens eines Emissionsgrenzwertes (Halbstundenmittelwert > EGW, Tagesmittelwert > EMG)
- Fehler bei der Kalibrierung der Emissionsmesstechnik
- Unterschreitung des SAG Wertes TMW < Tagesgrenzwert
- Ausfall der Emissionsmesstechnik, wenn die Störbeseitigung nicht nach 5 HStMW abgeschlossen ist
- Ausfall der Emissionsauswertetechnik
- Störungen mit erheblicher Umweltrelevanz

Einzelmessungen an beiden KW-Blöcken
Auf Grundlage der Genehmigung der Mitverbrennung von Abfällen wurden Grenzwerte für Schadstoffe festgelegt, die durch jährliche Einzelmessungen nachzuweisen sind. Diese Überprüfung erfolgt jährlich zyklisch wechselnd an einer Rauchgasstraße eines Dampferzeugers bei maximaler Mitverbrennung und einer Last des Dampferzeugers von >80 % über einen Zeitraum von 3 Tagen.
| Stoffgruppe/Stoffe                                 | Einheit | Halbstundengrenzwert (HStGW) | Tagesgrenzwert (TGW) |
| -------------------------------------------------- | ------- | ---------------------------- | -------------------- |
| Chlorwasserstoff                                   | mg/m³   | 50                           | 20                   |
| Fluorwasserstoff                                   | mg/m³   | 4                            | 1                    |
| Organische Stoffe, angegeben als Gesamtkohlenstoff | mg/m³   |                              | 10                   |
| Cadmium, Thallium und ihre Verbindungen insgesamt  | mg/m³   |                              | 0,05                 |
| Quecksilber und seine Verbindungen                 | mg/m³   | 0,04                         | 0,02                 |

Emissionen Hilfsdampferzeuger
Die Emissionen der Hilfsdampferzeuger des Kraftwerks Schwarze Pumpe, welche nur in kritischen Betriebszuständen der Hauptanlagen zum Einsatz kommen, werden nach einer Festlegung des Landesamts für Umwelt, Gesundheit und Verbraucherschutz Brandenburg (LUGV) ohne kontinuierliche Emissionsmesstechnik erfasst. Der Betrieb der Hilfsdampferzeuger ist dadurch auf 240 Stunden pro Jahr begrenzt.
Für den Betrieb der Hilfsdampferzeuger gelten folgende Emissionsgrenzwerte
| Komponente        | Einheit | Emissionsgrenzwert |
| ----------------- | ------- | ------------------ |
| Staub a           | mg/Nm³  | 50                 |
| Stickstoffoxide a | mg/Nm³  | 150                |
| Kohlenmonoxid a   | mg/Nm³  | 175                |

Kraftwerkskritiker bemängeln am Kraftwerk Schwarze Pumpe die auftretenden Emissionen an Stickstoffoxiden, Schwefeloxiden, Quecksilber und Feinstaub, an dem Krebs erzeugende Substanzen (Blei, Cadmium, Nickel, PAK, Dioxine und Furane) haften könnten.
Das Kraftwerk Schwarze Pumpe meldete folgende Emissionen im europäischen Schadstoffregister „PRTR“:
| Luftschadstoff                                      | PRTR 2007      | PRTR 2008      | PRTR 2009      | PRTR 2010      | PRTR 2011      | PRTR 2012      | PRTR 2013      | PRTR 2014      | PRTR 2015      | PRTR 2016      | PRTR 2017      | PRTR 2018      | PRTR 2019      | PRTR 2022     |
| --------------------------------------------------- | -------------- | -------------- | -------------- | -------------- | -------------- | -------------- | -------------- | -------------- | -------------- | -------------- | -------------- | -------------- | -------------- | ------------- |
| Kohlendioxid (CO2)                                  | 12.400.000.000 | 12.500.000.000 | 10.700.000.000 | 11.200.000.000 | 11.900.000.000 | 12.600.000.000 | 11.400.000.000 | 11.700.000.000 | 12.300.000.000 | 12.300.000.000 | 11.500.000.000 | 12.500.000.000 | 10.600.000.000 | 9.640.000.000 |
| Schwefeldioxide (als SOx/SO2)                       | 8.290.000      | 8.510.000      | 8.200.000      | 7.060.000      | 7.540.000      | 9.580.000      | 9.000.000      | 7.250.000      | 9.240.000      | 8.440.000      | 7.280.000      | 7.450.000      | 5.830.000      | 3.620.000     |
| Stickstoffoxide (NOx/NO2)                           | 4.920.000      | 4.960.000      | 4.190.000      | 4.610.000      | 4.980.000      | 5.430.000      | 5.350.000      | 5.050.000      | 5.810.000      | 6.000.000      | 5.690.000      | 6.290.000      | 5.170.000      | 4.470.000     |
| Kohlenmonoxid (CO)                                  | 2.910.000      | 2.280.000      | 1.850.000      | 1.700.000      | 2.190.000      | 2.300.000      | 2.140.000      | 1.980.000      | 1.350.000      | 940.000        | 788.000        | 815.000        | 667.000        | 812.000       |
| Feinstaub (PM10)                                    | 169.000        | 188.000        | 91.100         | keine Angaben  | 64.700         | 104.000        | 101.000        | 67.000         | 58.700         | 105.00         | 67.900         | 135.00         | 111.000        | 103.000       |
| Distickstoffmonoxid (N2O)                           | 139.000        | 74.100         | 99.100         | 84.700         | 135.000        | 114.000        | 116.000        | 120.000        | 133.000        | 114.000        | 111.000        | 124.000        | 107.000        | 95.700        |
| Anorganische Chlorverbindungen (als HCl)            | 70.400         | 66.600         | 75.000         | 17.800         | 77.800         | 184.000        | 195.000        | 179.000        | 167.000        | 59.300         | 50.700         | 20.200         | 16.600         | 17.000        |
| Anorganische Fluorverbindungen (als HF)             | keine Angaben  | keine Angaben  | 9.300          | keine Angaben  | 7.560          | keine Angaben  | keine Angaben  | keine Angaben  | keine Angaben  | keine Angaben  | keine Angaben  | keine Angaben  | keine Angaben  | keine Angaben |
| Kupfer und Verbindungen (als Cu)                    | 1.610          | 546            | 196            | 160            | 133            | 108            | keine Angaben  | 138            | 148            | 228            | 198            | 842            | 725            | 626           |
| Blei und Verbindungen (als Pb)                      | 309            | keine Angaben  | keine Angaben  | 369            | keine Angaben  | keine Angaben  | keine Angaben  | keine Angaben  | keine Angaben  | 342            | 335            | 487            | 456            | 673           |
| Quecksilber und Verbindungen (als Hg)               | 255            | 355            | 238            | 243            | 271            | 228            | 194            | 303            | 339            | 292            | 256            | 295            | 282            | 258           |
| Chrom und Verbindungen (als Cr)                     | 272            | 176            | keine Angaben  | 224            | keine Angaben  | keine Angaben  | keine Angaben  | 144            | 141            | 117            | keine Angaben  | keine Angaben  | keine Angaben  | keine Angaben |
| Nickel und Verbindungen (als Ni)                    | 214            | 76 8           | keine Angaben  | keine Angaben  | keine Angaben  | 95 8           | keine Angaben  | 222            | 263            | 262            | 109            | 122            | 93 5           | 79            |
| Cadmium und Verbindungen (als Cd)                   | 26             | keine Angaben  | 44 9           | 62 9           | 39 9           | 83 8           | 43             | 45 2           | 18 1           | 26 6           | 46 5           | 57 7           | 42 6           | 36            |
| Arsen und Verbindungen (als As)                     | keine Angaben  | keine Angaben  | 168            | 35 8           | 78 5           | keine Angaben  | keine Angaben  | keine Angaben  | 26 2           | 106            | 114            | 125            | 36 7           | 83            |
| Dioxine und Furane toxische Äquivalente (PCDD/PCDF) | keine Angaben  | keine Angaben  | keine Angaben  | 0 14           | 0 15           | keine Angaben  | keine Angaben  | keine Angaben  | keine Angaben  | keine Angaben  | keine Angaben  | keine Angaben  | keine Angaben  | keine Angaben |

## Kraftwerksleiter
| Amtszeit                      | Kraftwerksleiter |
| ----------------------------- | ---------------- |
| 1994 – September 2002         | Dietrich Kirmse  |
| Oktober 2002 – September 2005 | Norbert Schulz   |
| Oktober 2005 – Dezember 2014  | Horst Poser      |
| Seit Januar 2015              | Oliver Stenzel   |

## Gasturbinen
Mit dem Verkauf der Braunkohlensparte sowie der beiden Gasturbinenkraftwerke (GTKW) Thyrow und Ahrensfelde von Vattenfall an EPH musste auch für das systemrelevante Gasturbinenkraftwerk Thyrow und das damals (Stand Oktober 2019) nicht systemrelevante und stillgelegte Gasturbinenkraftwerk Ahrensfelde eine Lösung des Weiterbetriebs bzw. der Überwachung gefunden werden.
Bis zum Eigentümerwechsel im September 2016 und einer vertraglich vereinbarten Übergangszeit wurden sämtliche Fernüberwachungsaufgaben für die beiden Gasturbinenkraftwerke durch die Vattenfall Europe Wärme AG (Wärme Berlin) abgesichert.
Die Fernüberwachung für das GTKW Ahrensfelde durch die Wärme Berlin endete am 30. Juni 2017. Seit dem 1. Juli 2017 werden diese Aufgaben durch die Lausitz Energie Kraftwerke AG abgesichert. Dabei sind die jeweiligen Fernüberwachungsteile aufgesplittet und verschiedenen Partnern zugeteilt worden. Sämtliche Technischen Signale der Leittechnik für den Betrieb des GTKW wurden dabei auf die Hauptwarte des Kraftwerks Schwarze Pumpe gelegt. Da das GTKW Ahrensfelde zu diesem Zeitpunkt jedoch nicht als systemrelevant eingestuft war, waren aus der Leittechnik des Kraftwerks Schwarze Pumpe keinerlei Bedienhandlungen möglich. Notwendige Schalthandlungen wurden vor Ort von der Bedienmannschaft der Firma GMB GmbH vorgenommen.
Das GTKW Thyrow ist am 1. September 2017 ebenfalls, nach dem erfolgreichen Abschluss der erforderlichen Schulungsmaßnahmen des Bedienpersonals, in die Verantwortung des Kraftwerks Schwarze Pumpe übergegangen. Der erste erfolgreiche Start einer Gasturbine aus dem Kraftwerk Schwarze Pumpe erfolgte dabei am 16. August 2017. Für Aufgaben die vor Ort wahrgenommen werden müssen, ist hier ebenfalls Personal der Firma GMB verantwortlich.
Seit dem 1. Dezember 2019 ist das GTKW Ahrensfelde ebenfalls als systemrelevant eingestuft. Laut Energiewirtschaftsgesetz (EnWG) ist es damit an einer zu bildenden Kapazitätsreserve, ab dem Winter 2020/2021, von 2 GW beteiligt. Ein erster Aufruf des GTKW Ahrensfelde durch den Übertragungsnetzbetreiber (ÜNB) kann seit dem 1. Oktober 2020 erfolgen.

## Kritik

### Gerhard Gundermann
Den ostdeutschen Liedermacher Gerhard Gundermann erinnerte 1998 das schimmernde und glänzende „nagelneue Kraftwerk“ an der Straße nach Norden (B 96) an eine UFO-Landung: „Es glänzt wie gelogen und passt hier nicht richtig her.“ Zwar sei Ruß nun kein Problem mehr, aber „heut verheizen sie ihr Giftmüll und das Gift das sieht man nicht.“

### Ende Gelände 2016
Vom 13. Mai 2016 bis 15. Mai 2016 blockierten mehrere hundert Braunkohlegegner im Rahmen der weltweiten Aktionswoche „#breakfree2016“ die in der Lausitz unter dem Slogan Ende Gelände 2016 lief, mehrere Bahnstrecken der Kohlebahn zum Kraftwerk Schwarze Pumpe. Am 15. Mai 2016 kam es dann zur Erstürmung des Werksgeländes des Kraftwerks Schwarze Pumpe, wobei Zäune niedergerissen und Sicherheitseinrichtungen beschädigt wurden. Erst durch einen massiven Polizeieinsatz flüchteten die Kohlegegner vom Kraftwerksgelände. Die ursprünglich bis zum 16. Mai 2016 angesetzten Aktionen wurden am 15. Mai 2016 gegen 16:00 Uhr für beendet erklärt.

### Ende Gelände 2019
Am 30. November 2019 blockierten Aktivisten im Zuge der Aktionen im Lausitzer Braunkohlerevier von Ende Gelände die Kohlezufuhr aus dem Tagebau Welzow-Süd. Diese Aktionen hatten aber, anders als im Kraftwerk Jänschwalde, keinen Einfluss auf die Leistungsfahrweise der Kraftwerksblöcke. Das Kraftwerksgelände selbst war durch massive Polizeipräsenz geschützt, um Übergriffe wie 2016 zu vermeiden.

## Stilllegung des Kohlekraftwerkes Schwarze Pumpe
Am 16. Januar 2020 wurde von der „Kommission für Wachstum, Strukturwandel und Beschäftigung“ beschlossen, das Kohlekraftwerk Schwarze Pumpe im Rahmen des Kohleausstiegs bis Ende 2038 stillzulegen.

## Sonstiges
- Der höchste Punkt des Kraftwerkes ist der Schornstein der Hilfskesselanlage in einer Höhe von 172 m über Grund. Dieser befindet sich auf dem östlichen Treppenturm. Auf den beiden Treppentürmen Ost und West des Dampferzeugergebäudes befinden sich geschützte, mit Glas verkleidete Ausblicke, von denen der östliche von Besuchern begangen werden kann.

- Der Netzanschluss erfolgt über die Schaltanlage Graustein auf der 380-kV-Höchstspannungsebene in das Stromnetz des Übertragungsnetzbetreibers 50Hertz Transmission.[18]

- Auf dem Gelände des Kraftwerkes Schwarze Pumpe befindet sich die „BigBattery“, für die am 9. Juli 2019 der Grundstein gelegt worden war.

## Pilotanlage zur CO2-Abscheidung (2006–2014)
Auf dem Gelände des Industrieparks Schwarze Pumpe war bis zum 15. Mai 2014, in unmittelbarer Nähe zum Kraftwerk Schwarze Pumpe, eine durch Vattenfall Europe errichtete Pilotanlage zur CO2-Abscheidung nach dem Oxyfuel-Verfahren in Betrieb.
Diese Pilotanlage hatte folgende Ziele:
- Erprobung der CO2-Abscheidung an einem braunkohlebefeuerten Kraftwerk nach dem Oxyfuel-Verfahren unter variablen Bedingungen
- Nachweis der Machbarkeit, der Sicherheit und der Effizienz dieses Verfahrens
- Auswertung der Forschungsergebnisse zur Erarbeitung der Aufgabenstellung einer CCS-Demonstrationsanlage

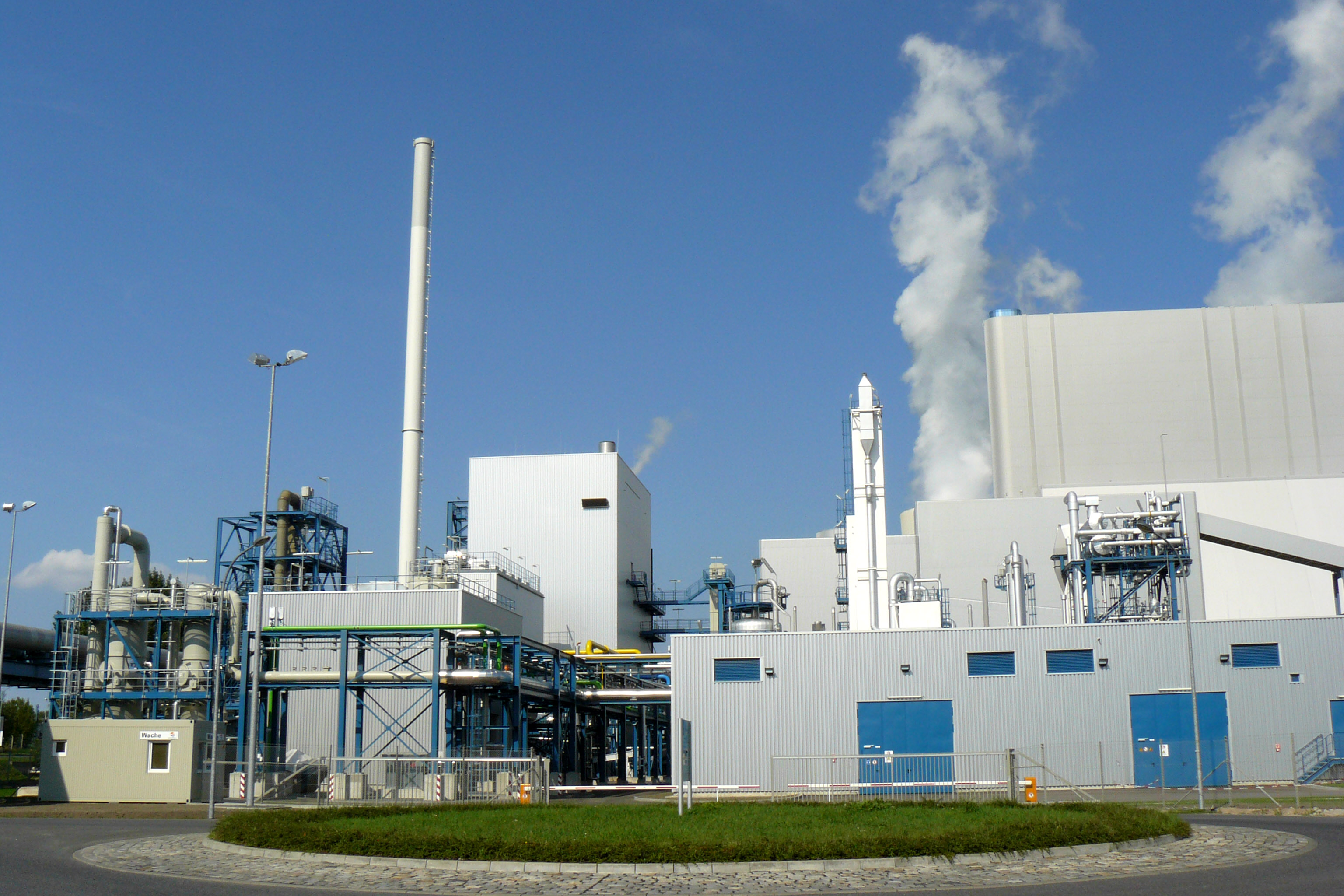
CO_{2}-emissionsarme Pilotanlage Schwarze Pumpe

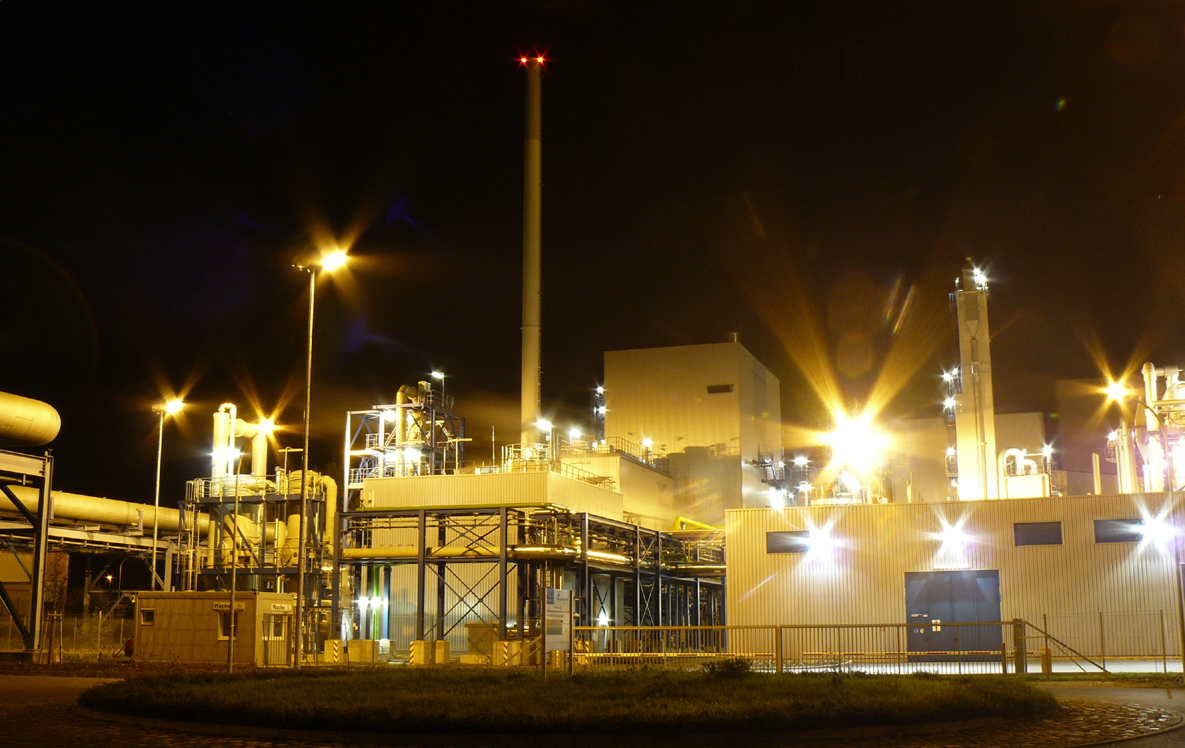
CO_{2}-emissionsarme Pilotanlage Schwarze Pumpe bei Nacht

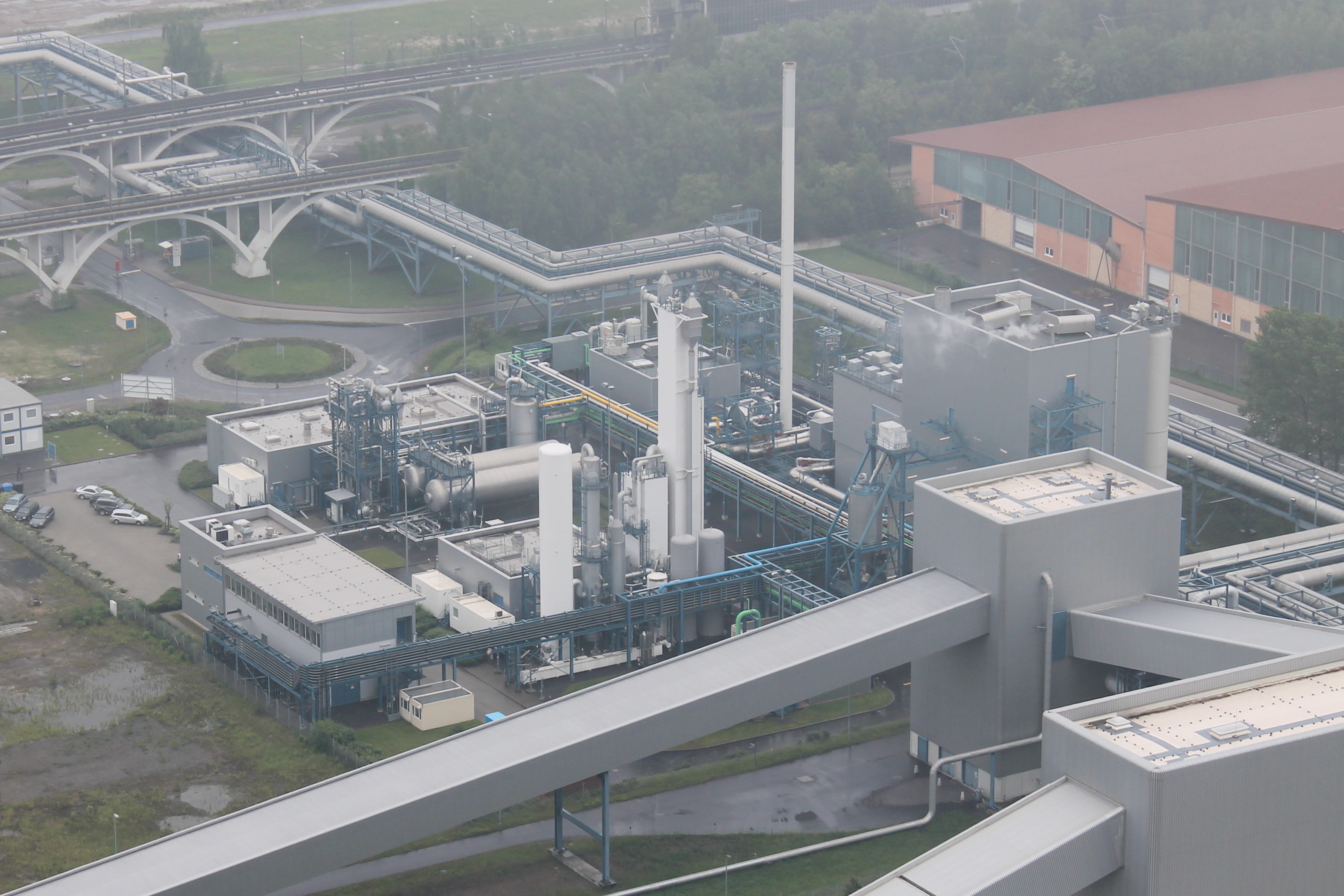
Blick auf die CO_{2}-emissionsarme Pilotanlage von der Aussichtsplattform des Kraftwerks

### Betrieb
Das Prinzip der CO2-Abscheidung beruht darauf, das bei der Kohleverbrennung entstehende Kohlendioxid zu verdichten und zu verflüssigen. Anschließend sollte es dann unterirdisch verpresst und gespeichert werden und somit nicht zur globalen Erwärmung beitragen.
Am 29. Mai 2006 fand der Erste Spatenstich unter Teilnahme von Bundeskanzlerin Angela Merkel und Matthias Platzeck, dem damaligen Ministerpräsidenten des Landes Brandenburg, statt. Am 12. Dezember 2007 fand die Kesseldruckprüfung der Versuchsanlage statt, bei der es keinerlei Beanstandungen gab. Ende März 2008 wurde sukzessiv mit dem Testbetrieb der Anlage begonnen. Die offizielle Inbetriebnahme der Anlage erfolgte am 9. September 2008 durch Matthias Platzeck und dem damaligen Präsident und CEO des Vattenfall-Konzerns Lars Josefsson. Noch im Jahr 2008 wurde die Anlage von der Initiative „Deutschland – Land der Ideen“ zum „Ort im Land der Ideen“ gekürt.
Die Vattenfall-Pilotanlage wurde mit Braunkohlenstaub befeuert und verfügte über eine thermische Leistung von 30 MW. Der Bedarf an Braunkohlestaub lag dabei bei etwa 5,2 t/h, der Sauerstoffbedarf bei etwa 10 t/h. Bei voller Produktion wurden dabei ca. 9 t/h CO2 in flüssiger Form abgeschieden. Der CO2-Abscheidegrad lag dabei bei > 90 %. Die Pilotanlage erzeugte keinen Strom, sondern stellte indirekt bis max. 40 t/h Prozessdampf für die im Industriepark Schwarze Pumpe befindliche Brikettfabrik zur Verfügung. Dazu wurden auch vorhandene Leitungssysteme des Kraftwerks Schwarze Pumpe genutzt. Der Baupreis der Anlage betrug rund 80 Millionen Euro.
Für den Betrieb der Anlage waren 24 Arbeitnehmer als Bedienpersonal (Dreischichtbetrieb) und zehn Mitarbeiter des Technischen Service verantwortlich. Begleitet wurden sie dabei von zehn Mitarbeitern der internen Forschungsabteilung von Vattenfall sowie 16 externen Mitarbeitern von Forschungsabteilungen.
Während der knapp fünfjährigen Erprobungsphase mit etwa 19.200 Betriebsstunden, davon 11.760 h im Oxyfuelbetrieb, wurden 10.650 Tonnen CO2 abgeschieden. Die CO2-Reinheit betrug dabei 99,7 %.
Im Mai 2011 erfolgten mittels Spezialfahrzeugen CO2-Lieferungen zum Speicherprojekt Ketzin, wo 1510 t CO2 in unterirdischen Lagerstätten verbracht wurden.
Während der Betriebsphase besuchten 12.000 Besucher aus 60 Ländern die Pilotanlage, darunter auch Studenten und Lehrkräfte aus 29 deutschen und zwölf internationalen Hochschulen.
Die letzte Auskopplung von Prozessdampf aus der Pilotanlage mit CO2-Abscheidung erfolgte am 15. Mai 2014. Seit dem 1. August 2014 gehörte die Pilotanlage zu „Vattenfall Europe Generation“. Am 16. August 2014 wurden die Leitungssysteme (Dampf- und Kondensatleitungen) zwischen der Pilotanlage und dem Kraftwerk Schwarze Pumpe getrennt. Die offizielle Stilllegung erfolgte zum 1. September 2014.

### Beteiligte Firmen
Für den Bau und den Betrieb dieser Forschungsanlage waren für die wichtigsten Komponenten folgende Firmen verantwortlich:
- Projektplanung – Vattenfall
- Bau – Ostsächsische Baugesellschaft mbH
- Leittechnik – Siemens, EMIS Electrics
- Kesseltechnik – Alstom
- Verbrennungstechnik – Hitachi, Doosan, Babcock Borsig Steinmüller
- Luftzerlegung / CO2-Anlage – Linde AG
- Rauchgasreinigung / CO2-Abscheidung – Air Products & Chemicals
- Rauchgaskondensation – TREMA Verfahrenstechnik GmbH

### Kritik im Zusammenhang mit der CCS-Anlage
- Von Umweltschützern wurde die Anlage als „Feigenblatt“ des Energiekonzerns bezeichnet und als zu aufwändig kritisiert. Nach deren Meinung ließe sich mit dem gleichen Geld durch Investitionen in eine effektivere Energieerzeugung und -nutzung eine größere Wirkung zur Reduzierung der globalen Erwärmung erreichen.
- Per Einstweiliger Verfügung durch das Landgericht Berlin vom 5. Dezember 2007 ist es Vattenfall Europe untersagt, die Oxyfuel-Pilotanlage am Standort Schwarze Pumpe weiterhin „die weltweit erste Pilotanlage für ein CO2-freies (Braunkohle)kraftwerk“ und/oder „die weltweit erste Forschungsanlage für ein CO2-freies (Braunkohle)kraftwerk“ zu nennen.[21] Zuwiderhandlungen dagegen werden mit Ordnungsgeld oder Ordnungshaft geahndet. Geklagt hatte ein Photovoltaikbetreiber aus Berlin.
- Nach mündlicher Verhandlung vor dem Landgericht Berlin im März 2008 ist die Einstweilige Verfügung über die Verwendung des Begriffes „CO2-freies Kraftwerk“ in ihrer Verwendung erheblich eingeschränkt, aber noch nicht aufgehoben worden. Vattenfall darf demnach den Begriff nur dann benutzen, wenn gleichzeitig erklärt wird, dass es eben nicht zu einer 100-prozentigen Abscheidung des anfallenden Kohlendioxids aus dem Kraftwerksprozess kommt und dass das anfallende Kohlendioxid für den sicheren Transport und die anschließende Endlagerung noch nachbehandelt werden muss.[22]

### Geplantes Folgeprojekt einer großtechnischen Anlage (2014)
Mit den in der Pilotanlage gewonnenen Ergebnissen und Erkenntnissen sollte im Kraftwerk Jänschwalde ein existierender Kraftwerkskessel mit einer thermischen Leistung von 640 MW (250 MW elektrisch) ab 2015 durch einen Neubau mit dem Oxyfuel-Verfahren ersetzt werden. Aus dem European Energy Programme for Recovery wäre diese Anlage mit 180 Mio. Euro gefördert worden. Durch dieses Kraftwerk sollte die hier verwendete Technologie zur großtechnischen Serienreife geführt werden. Am 5. Dezember 2011 gab Vattenfalls Deutschlandchef Tuomo Hatakka in Cottbus den offiziellen Ausstieg für das CCS-Demoprojekt in Jänschwalde bekannt. Die CCS-Versuchsanlage in Schwarze Pumpe war von diesem Ausstieg jedoch nicht betroffen und wurde weitergeführt.
Am 9. April 2014 wurde bekannt, dass Vattenfall die CCS-Pilotanlage stilllegt und komplett zurückbaut. Als Grund dafür werden die politischen Rahmenbedingungen in Deutschland genannt. Gewonnenes Know-how soll nun von der kanadischen Firma SaskPower in Kanada weiter genutzt werden, mit der Vattenfall am 8. April 2014 einen entsprechenden Kooperationsvertrag unterzeichnete. Die Zusammenarbeit zwischen SaskPower und Vattenfall ist darin auf fünf Jahre festgeschrieben. SaskPower wird die in Schwarze Pumpe gewonnenen Erkenntnisse im Block 3 des Boundary-Dam-Demonstrationskraftwerks in Estevan in der Provinz Saskatchewan einsetzen. Zu diesem Zweck wurde dort ein bestehender Kraftwerksblock zu einer 300 MW leistenden Clean-Coal-Anlage umgerüstet.